# Fritz Friesleben
Fritz Friesleben (* 5. Februar 1892 in Gehren; † 9. Juli 1954 in Frankfurt am Main) war ein deutscher Politiker (NSDAP).

## Leben und Wirken
Friesleben war von Beruf Kaufmann, er trat zum 19. Januar 1926 der NSDAP bei (Mitgliedsnummer 28.494) und wurde deren Kreisleiter in Köthen. 1931 zog er in den Landtag des Freistaates Anhalt ein, dem er bis zu dessen Auflösung 1933 angehörte.
Friesleben kandidierte auf dem Wahlvorschlag der NSDAP auf dem Listenplatz mit der Nummer 257 bei der Wahl zum Deutschen Reichstag am 29. März 1936, zog aber nicht in den nationalsozialistischen Reichstag ein.
1938 wechselte er als NSDAP-Kreisleiter von Köthen nach Zerbst.